# Molly Malone

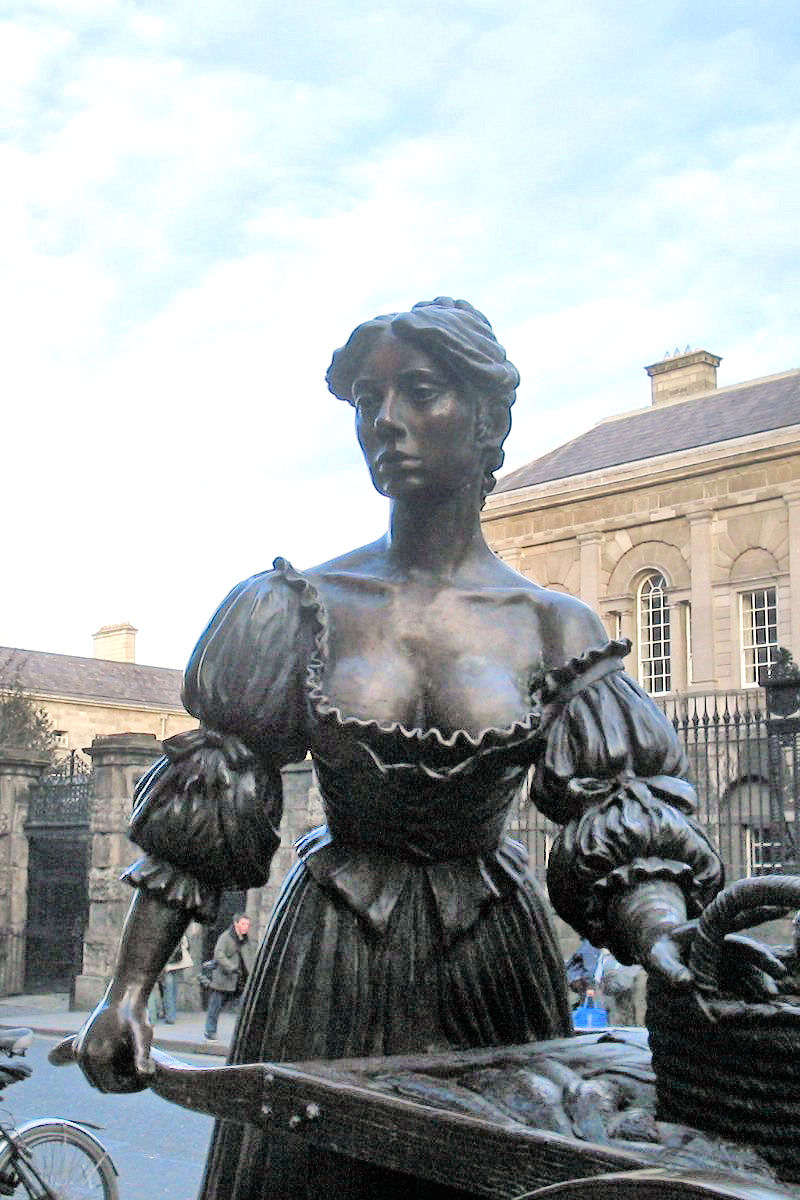
Molly Malone szobra a Grafton Streeten

A Molly Malone (vagy Cockles and Mussels, illetve In Dublin's Fair City) egy népszerű dal, mely Dublinból ered, és Dublin nem hivatalos himnuszává lett.
A Molly Malone-szobrot a Grafton Streeten állították fel, és a főpolgármester, Ben Briscoe avatta fel 1988-ban, a dublini millenniumi ünnepségek alatt, s ezzel június 13-át Molly Malone napjának deklarálta. 2014. július 18. óta a Suffolk Streetre helyezték át, a Turistainformációs Iroda elé. 2025 áprilisában a dublini városi tanács úgy döntött, hogy 2025 májusától kísérleti jelleggel felügyelőket alkalmaz a Molly Malone szobor őrzésére, hogy megvédje azt az idegenvezetők által 2012-ben bevezetett gyakorlattól, miszerint a szobor meglehetősen tág keblét dörzsölgetik a szerencse kedvéért. A stewardok arra kérik a turistákat, hogy nézzék meg, de ne érintsék meg a szobrot. Az intenzív dörzsölés miatt a védőbevonat pár éven belül már lekoptatta a bronzot, így a szobor fenntartási költségeinek csökkentése érdekében sáfárokat vesznek fel, hiszen az ő költségük mindössze néhány ezer euróba kerül, ami sokszor olcsóbb, mint a lábazat emeléséhez szükséges hat számjegyű összeg, és ez talán megállítja a folyamatos édes molesztálást.

## Története

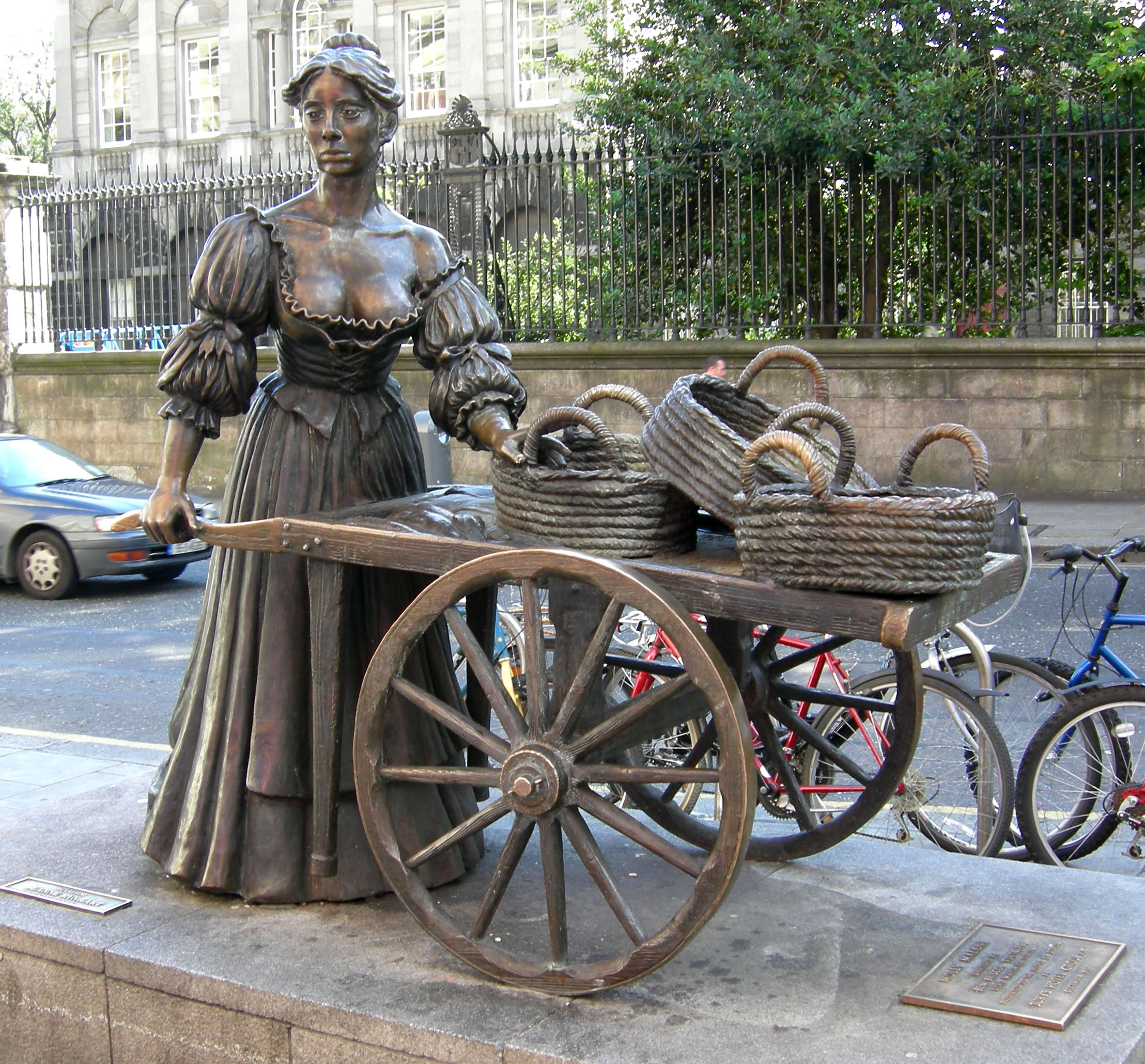
Molly Malone teljes szobra, még a Grafton Streeten

A dal egy fiktív történetet mesél el egy haláruslányról, aki fiatalon hunyt el láz következtében. A 20. század vége felé az a legenda terjedt el, hogy Molly egy valós személy volt, aki a 17. században élt: nappal házalóként, éjjel pedig prostituáltként. Ezzel szemben mindig úgy ábrázolták, mint a kor egyik legszemérmesebb házalóját. Mindenesetre cseppet sem bizonyított, hogy a dal egy valós személyről szólna, aki a 17. században vagy bármely más korban élt volna. A Molly név a Maria vagy Margareth név becézett alakja. Noha az évszázadok alatt számos Molly Malone született, korántsem bizonyítható, hogy bármelyikük is összefüggésbe hozható lenne a dallal. Ennek ellenére a Dublini Milleniumi Bizottság jóváhagyta azon kérelmet, mely szerint Molly Malone 1699. június 13-án halt meg, ezzel kiáltva ki június 13-át Molly Malone napjának.
A dalról először 1883-ban készült hangfelvétel, és a Massachusetts állambeli Cambridge-ben adták ki.

## Az eredeti dalszöveg
In Dublin's fair city,
Where the girls are so pretty,
I first set my eyes on sweet Molly Malone,
As she wheeled her wheel-barrow,
Through streets broad and narrow,
Crying, "Cockles and mussels, alive, alive, oh!"
"Alive, alive, oh,
Alive, alive, oh,"
Crying "Cockles and mussels, alive, alive, oh".
She was a fishmonger,
But sure 'twas no wonder,
For so were her father and mother before,
And they wheeled their barrows,
Through the streets broad and narrow,
Crying, "Cockles and mussels, alive, alive, oh!"
She died of a fever,
And no one could save her,
And that was the end of sweet Molly Malone.
But her ghost wheels her barrow,
Through streets broad and narrow,
Crying, "Cockles and mussels, alive, alive, oh!" 

## Fordítás
- Ez a szócikk részben vagy egészben  a   Molly Malone című angol Wikipédia-szócikk ezen változatának fordításán alapul.  Az eredeti cikk szerkesztőit annak laptörténete sorolja fel. Ez a jelzés csupán a megfogalmazás eredetét és a szerzői jogokat jelzi, nem szolgál a cikkben szereplő információk forrásmegjelöléseként.